# Севастополь (батарейный броненосец)
«Севастополь» — деревянный парусно-винтовой батарейный броненосец (броненосный фрегат) Балтийского флота Российского императорского флота. Стал первым из двух броненосных фрегатов, второй — «Петропавловск». Классифицируясь как броненосные фрегаты, являлись первыми в русском флоте броненосными линейными кораблями. Эти корабли выполняли функции океанских броненосцев.

## Строительство и испытания
3 июня 1860 года между Морским министерством Российской империи и купцом С. Г. Кудрявцевым был подписан контракт на постройку в Кронштадте 59-пушечного фрегата с выводом его из дока 15 октября 1862 года. Фрегат был начат постройкой 7 сентября 1860 года, а 19 сентября был подписан контракт на постройку в Новом Адмиралтействе второго броненосного фрегата, названного «Петропавловск».
Торжественная церемония закладки состоялась 16 марта 1861 года в Северном «Петровском» доке Кронштадта. Закладку произвёл главный строитель корабля Корпуса корабельных инженеров (ККИ) полковник А. Х. Шаунбург в присутствии Великого князя Константина Николаевича. Закладка второго корпуса прошла 9 сентября 1861 года под руководством строителя корабля ККИ капитана А. А. Иващенко в присутствии управляющего Морским министерством адмирала Н. К. Краббе.
В 1862 году контр-адмирал С. С. Лесовский представил свой план переделки двух строящихся кораблей в броненосные батареи береговой обороны. Но после рассмотрения данного проекта в Морском министерстве, он был отвергнут. В этом же году главные строители кораблей А. Х. Шаунбург и А. А. Иващенко были командированы в Англию и Францию для перенимания опыта строительства кораблей с броневым поясом по всему борту. 16 октября 1863 года корпус был выведен на воду и для дальнейшей достройки введён в Южный док Кронштадта. Так как строители самостоятельно занимались корректировкой чертежей под новые требования, то оба корабля имели некоторые отличия друг от друга.
12 августа 1864 года в 1 час пополудни «Севастополь» под командованием капитана 1-го ранга Ф. Я. Брюммера вывели из Южного дока Кронштадта и перевели в Кронштадт для окончательной отделки. В это время были установлены шпили, привезённые из Англии, подогнаны две последние верхние части носового тарана, произведена отделка как внутри так и снаружи корабля. 8 октября фрегат вывели из гавани для заводских испытаний главных механизмов, во время которой была показана скорость до 9,5 узлов при давлении пара от 12 до 14 фунтов. 8 июля 1865 года в присутствии членов Кораблестроительного технического комитета прошли испытания корабля без рангоута. На мерной миле корабль показал 13,966 узла, при этом индикаторная мощность машины составила 3380 л. с., а водоизмещение составило 5910 тонн. По окончании всех испытаний «Севастополь» был принят в казну и зачислен в состав Балтийского флота в 1865 году.
Стоимость постройки корпуса «Севастополя» без вооружения и рангоута составила 1 669 356 рублей.

## Конструкция

### Корпус
Корпус был выстроен из дуба, частично из тика, гондурасского дерева и сосны. Толщина обшивки составляла 20 сантиметров (8 дюймов), толщина диагональной обшивки 15,24 сантиметров (6 дюймов). Полубимсы и карлингсы машинного люка были изготовлены из дерева, а на «Петропавловске» из метала. Номинальное водоизмещение по первоначальному проекту составляло 5910 тонн. После изменения проекта, расчётное водоизмещение составляло 6135 тонн. После окончания строительства полное водоизмещение составило 6800 тонн. Длина корпуса по ватерлинии 93 метра, между перпендикулярами 91,44 метра (300 футов), ширина на миделе с обшивкою 15,34 метра (50 футов 4 дюйма). Глубина интрюма 5,87 метра (19 футов 3 дюйма). Максимальная осадка в грузу составляла 7,9 метра; осадка в среднем: форштевнем 6,76 метра (22 фута 2 дюйма), ахтерштевнем 7,37 метра (24 фута 2 дюйма). В носовой части имелся таран, усиленный броневыми плитами. Экипаж состоял из 609 человек.
| Сравнительная таблица размерений по первоначальному чертежу и после переделки. | Сравнительная таблица размерений по первоначальному чертежу и после переделки. | Сравнительная таблица размерений по первоначальному чертежу и после переделки. |
| Показатель                                                                     | До                                                                             | После                                                                          |
| ------------------------------------------------------------------------------ | ------------------------------------------------------------------------------ | ------------------------------------------------------------------------------ |
| Длина от задней кромки ахтерштевня до передней кромки форштевня по G.WL        | 280 ф.                                                                         | 300 ф.                                                                         |
| Ширина без обшивки                                                             | 49 ф. 0 д.                                                                     | 49 ф. 0 д.                                                                     |
| Глубина интрюма                                                                | 18 ф. 2,5 д.                                                                   | 19 ф. 3 д.                                                                     |
| Полное водоизмещение по чертежу                                                | 5212 т.                                                                        | 6135 т.                                                                        |
| Углубление в полном вооружении:                                                | форштевнем 21 ф. 6 д. ахтерштевнем 23 ф. 6 д. среднее 22 ф. 6 д.               | форштевнем 24 ф. ахтерштевнем 26 ф. среднее 25 ф.                              |
| Полная площадь G.WL                                                            | 11890 кв.ф.                                                                    | 12790 кв.ф.                                                                    |
| Полная площадь подводной части миделя                                          | 898 кв. ф.                                                                     | 1040 кв. ф.                                                                    |
| Центр величины от G.WL                                                         | 8,47 ф.                                                                        | 9,56 ф.                                                                        |
| Метацентр от центра величины                                                   | 10,86 ф.                                                                       | 10,96 ф.                                                                       |
| Метацентр от G.WL                                                              | 2,39 ф.                                                                        | 1.4 ф.                                                                         |
| Бронирование                                                                   | 0 д.                                                                           | до 4,5 д.                                                                      |

#### Бронирование
Главный броневой пояс состоял из плит (размер плит в средней части 4,82 × 0,85 м) и располагался вдоль всего корпуса в шесть рядов. Общая высота пояса составляла 5,36 метра от 1,3—1,4 метра ниже ватерлинии до батарейной палубы. В средней части борта плиты были толщиной 114,3 мм, а к оконечностям, в расстоянии 15,25 м от штевней, их толщина уменьшалась: 102 мм, 89 мм и 75 мм. Под плиты подкладывалась тиковая подкладка в 254 мм в средней части и 152 мм у оконечностей. В средней части корпуса выше главного броневого пояса (от батарейной палубы) до верхней палубы располагались железные плиты толщиной 114,3 мм прикрывающие каземат. Боевая рубка также была прикрыта плитами толщиной 102 мм. Все броневые плиты изготовлялись в Англии на заводе «Броун и К°», и для их установки был приглашён английский мастер. Для защиты машинного отделения от навесных выстрелов была сконструирована специальная съёмная решётка из рельсового железа, состоящая из 8 частей.

### Вооружение
«Севастополь» имел 14 орудийных портов на каждый борт и 2 в кормовой оконечности, всего 30. Нижняя кромка портов находилась на высоте 2,3 метра над ватерлинией. По первоначальному проекту устанавливались 30 гладкоствольных 60-фунтовых пушек № 2 — 28 в бронированном каземате вдоль бортов и 2 в кормовой оконечности. Позже 60-фунтовые пушки № 2, установленные в каземате, были заменены на 14 нарезных 203-мм орудий, а оба кормовых орудия на одно нарезное 152-мм орудие на поворотной платформе.

### Главные механизмы
Главные механизмы (паровая машина с котлами), предназначавшиеся для «Севастополя», производства Механического и литейного завода Берда стоимостью 400 000 рублей передали на фрегат «Александр Невский», так как постройка фрегата подходила к концу, а его механизмы ещё не были готовы.
Тем самым на «Севастополь» были установлены главные механизмы предназначавшиеся для фрегата «Александр Невский» изготовленные в России на Адмиралтейских Ижорских заводах в Колпино по образцу машин «Цесаревича» и «Олега». Их стоимость составила 359 175 рублей. Они развивали мощность 800 номинальных л. с. (3088 индикаторных л. с.).
Так как предполагалось постоянное использование фрегата на Балтике под малыми парами, то в качестве основного движителя был установлен двухлопастный неподъёмный винт. Парусность была представлена триселями, но в конечном результате весь рангоут был сокращён до одного флагштока. Полного запаса угля хватало на 14 дней. Максимальная скорость составляла 13 узлов (24,1 км/ч).

## Служба
В 1865 году «Севастополь» возглавил в качестве флагманского корабля плавание по Балтийскому морю в Стокгольм и Копенгаген.
В июле 1866 года русская эскадра под командованием контр-адмирала Лихачёва (броненосная батарея «Не тронь меня», броненосный фрегат «Севастополь», фрегат «Дмитрий Донской», пароходо-фрегат «Храбрый», пароходо-фрегат «Владимир», клипер «Яхонт», двухбашенная лодка «Смерч» и четыре монитора) были отправлены в Гельсингфорс для встречи американских кораблей монитора «Miantonomoh» и парохода «Ogasta» под командованием помощника секретаря Морского министра САСШ капитана Г. Ф. Фокса, на которых прибыло новое американское посольство. Встретив в Гельсингфорсе, русская эскадра проводила их до Большого Кронштадтского рейда.
В августе — сентябре 1866 года на Транзундском рейде управляющий Морским министерством произвел смотр броненосной эскадре («Севастополь», «Не тронь меня», «Смерч», «Стрелец», «Единорог», «Лава») и кораблям «Рюрик», «Владимир», «Храбрый» и «Толчея». Во время прицельной пальбы «Севастополь» с хода от 2,5 до 5 узлов с расстояния от 5 до 7 кабельтов сделал в обшей сложности 56 выстрелов: 39 выстрелов из 60-фунтовых орудий и 17 выстрелов из 8-дюймовых нарезных орудий по щиту размером 50 × 20 футов. По результатам стрельб 25 ядер поразили цель. На гребной гонке первый и третий призы достались 7-ми вёсельной гичке и 6-ти вёсельному вельботу фрегата «Севастополь» соответственно.
В 1870-х годах фрегат входил в броненосную эскадру Балтийского флота. В 1873 году «Севастополь» под командованием капитана 1-го ранга П. А. Селиванова выходил в практическое плавание с гардемаринами и юнкерами в Балтийское море.
В 1875—1876 годах «Севастополь» и «Владимир» выходили в плавание под брейд-вымпелом капитана 1-го ранга Г. Н. Забудского по финским шхерам со штабом начальника броненосной эскадры Балтийского моря.
«Севастополь» был разоружён летом 1877 года, но продолжал использоваться вплоть до лета 1886 года; 11 октября 1886 года корабль был исключён из списков флота, а в мае 1887 года продан на слом.

## Известные люди, служившие на корабле

### Командиры
- 03.01.1863 — 08.07.1863 — капитан 1-го ранга Бутаков, Иван Иванович
- 08.07.1863[4] — 28.10.1866— капитан 1-го ранга Брюммер, Фёдор Яковлевич
- 28.10.1866 — 01.01.1869 — капитан 1-го ранга Стааль, Фёдор Гедеонович
- 01.01.1869 — 01.01.1870 — капитан 1-го ранга Селиванов, Павел Александрович
- 01.01.1870 — хх.хх.1870 — капитан 1-го ранга барон Майдель, Григорий Густавович
- 16.03.1870 — 11.01.1871[5] — капитан 1-го ранга Федоровский, Михаил Яковлевич
- 25.01.1871[6] — 26.04.1871 — капитан 1-го ранга Пилкин, Пётр Павлович
- ??.??.1871 — 01.01.1872 — капитан 1-го ранга Анкудинов, Евграф Григорьевич[7]
- 01.01.1872 — хх.хх.1877 — флигель-адъютант капитан 1-го ранга (с 17.07.1877 контр-адмирал Свиты Е. И. В.) Шмидт, Владимир Петрович
  - 22.06.1877 — хх.хх.1878 — командующий капитан 2-го ранга К. К. Гриппенберг (совмещал с должностью командира Кронштадтского порта)
- ??.??.1877 — 14.04.1880 — капитан 1-го ранга Ф. А. Геркен

### Старшие офицеры
- с 10.07.1863[8] капитан-лейтенант Глеб Ушаков 2-й
- 08.05.1876—02.07.1877 капитан-лейтенант Л. К. Кологерас
- 11.02.1878—08.04.1878 капитан 2-го ранга К. К. Гриппенберг

### Другие должности
- ??.??.1873—??.??.1873 юнкер А. М. Абаза